# Niveau der freien Konvektion

Diagramm, welches den Weg eines Luftpakets beim Aufsteigen entlang der Linie B-C-E zeigt im Vergleich zur Umgebungsluft mit Temperatur (T) und Feuchte/Feuchttemperatur (Tw)

Das Niveau der freien Konvektion (NFK) ist die Höhe in der Atmosphäre, bei der die Temperatur der Umgebung kleiner wird als die eines gesättigten Luftpakets, also des betrachteten Wolkenteilchens, und dadurch Auftrieb erzeugt entlang der Zustandskurve mit feuchtadiabatischem Temperaturgradienten.
Die übliche Technik, das NFK zu finden, besteht darin, ein Paket (Teilchen) von einem tiefer gelegenen Niveau entlang der Trockenadiabaten soweit zu heben, bis es im Punkt B die Linie konstanten (Feuchte-)Mischungsverhältnisses schneidet: das ist das Hebungskondensationsniveau (HKN, englisch Lifting Condensation Level, LCL). Von dort aus folge man der Feuchtadiabaten, bis die Temperatur des Pakets die Lufttemperatur im (sogenannten) Gleichgewichtsniveau (engl. equilibrium level, EL) erreicht. Mit dem Punkt (C), ab dem die Temperatur des Pakets entlang der Feuchtadiabaten bei weiterer (erzwungener) Hebung wärmer wird/ist als die der Umgebung, hat man das Niveau der freien Konvektion (NFK=LFC) gefunden.
Da ein massegleiches Volumen des betrachteten Pakets ab dem Punkt C (NFK=LFC) größer ist als das der umgebenden Luft (wegen des Gesetzes für ideale Gase: PV = nRT), ist das aufsteigende Paket weniger dicht und wird frei/selbständig gehoben, bis seine Temperatur (bei E bzw. EL) gleich der der umgebenden Luft ist. Wenn die untersuchte Luftmasse ein oder mehrere NFK=LFC hat, ist sie potentiell instabil; dies kann zu konvektiver Bewölkung wie Kumulus oder Kumulonimbus führen sowie dementsprechend zu Gewittern.